# Public.resource.org
public.resource.org è un'organizzazione senza scopo di lucro il cui sito web pubblica 1,8 milioni di pagine relative alla giurisprudenza completa Corte Suprema dal 1754 e tutte le leggi statali statunitensi a partire dal 1950.
Dal 18 febbraio 2008 i contenuti sono stati resi di pubblico dominio e rilasciati senza applicazione del diritto d'autore. Public.Resource.Org è divenuta la più grande biblioteca digitale giuridica ad acceso aperto le cui pagine sono liberamente consultabili in modalità testo integrale.
L'organizzazione pubblica anche 10.000 immagini sul sito Web di Flickr, di cui 6.000 immagini della Smithsonian Institution sono state rilasciate pubblico dominio o con una licenza Creative Commons.

## Fedflix
Public.Resource.Org raccoglie video del governo degli Stati Uniti vecchi e dimenticati, li digitalizza e li distribuisce gratuitamente online in un progetto chiamato FedFlix. Il video viene acquistato o richiesto da agenzie governative come il National Technical Information Service, vengono digitalizzati e caricati con metadati sui server di YouTube e del sito. La maggior parte di questi video è stata prodotta con finanziamenti del governo federale e destinata a scopi educativi. Esiste inoltre una raccolta di 8.700 video di FedFlix nell'Internet Archive.
Il fondatore Carl Malumud ha dichiarato che i media tradizionali avevano chiesto ripetutamente a YouTube la rimozione di video che in realtà appartenevano al Governo e da esso erano state destinate al pubblico dominio.

## Yes we scan
Nel 2009 fu avviata una petizione di firme per nominare Malamud direttore dell'United States Government Publishing Office. "Yes We Scan" è divenuto il nome di un insieme di sottoprogetti di Public.Resource.Org che hanno l'obiettivo di digitalizzare e rendere disponibili grandi raccolte di documenti.
Due anni più tardi, Public.Resource.org presentò il progetto "YesWeScan.org" al sistema di raccolta delle petizioni del Governo Federale degli Stati Uniti We the People, chiedendo la stesura di un piano per la scansione di tutte le partecipazioni pubbliche del governo federale. David Ferriero rispose alla petizione descrivendo gli sforzi per aumentare la visibilità pubblica degli archivi federali.
Nel 2013, Public.Resource.Org ha organizzato una raccolta fondi per il progetto Yes We Scan con l'obbiettivo di raccogliere, digitalizzare e rendere disponibili tutti gli standard di sicurezza adottati dai vari governi a livello mondiale. Nel 2010 Public.Resource.Org ha gestito un progetto pilota per liberare i codici di sicurezza pubblica statunitensi in California.

## Licenza video C-SPAN
Nel 2007 Malamud ha presentato una petizione a C-SPAN, un'emittente via cavo statunitense che trasmette i videodibattiti del Congresso e commercializza i suoi prodotti audiovisivi alle emittenti televisive via cavo e via satellite. I firmatari chiedevano un acceso più aperto ai suoi contenuti.
Nel febbraio 2007, Nancy Pelosi fu accusata dai suoi oppositori di violazione di copyright per aver pubblicato alcuni videoclip di C-SPAN inerenti alla sua persona nel proprio blog istituzionale del sito del Congresso. C-SPAN chirì alla stampa la posizione reciproca e i singoli casi di violazione, specificando di aver applicato per vent'anni il diritto d'autore su una quota pari all'85-95% del lavoro pubblicato.

Il restante materiale era stato realizzati nei palazzi della Camera e del Senato con attrezzature governative e pertanto doveva essere qualificato come materiale documentale di pubblico dominio, in quanto opera del governo federale degli Stati Uniti. Un rappresentante di C-SPAN dichiarò che «è perfettamente comprensibile per me che le persone si sentano confuse ... (perché la situazione è quella) quando un deputato dice qualcosa sul pavimento è di dominio pubblico, ma (quando) cammina per strada per un'audizione di commissione o tiene un discorso, non è di dominio pubblico. [...] Penso che molte persone non capiscano (che) C-SPAN è un'azienda, proprio come la CNN lo è, ... (e) se non avessimo un flusso di entrate, noi non potremmo mantenere sei troupe pronte a coprire le audizioni del Congresso».
La lettera dell'Electronic Frontier Foundation a Brian Lamb di C-SPAN riuscì a sbloccare la situazione e a far concludere un accordo che rese le registrazioni congressuali molto più facilmente accessibili al pubblico.

## Ricerca accademica
Nel 2019 ha avviato un progetto con l'Università "Jawaharlal Nehru" di Nuova Delhi e con Sci-Hub per creare un database della letteratura accademica utile ad applicazioni di estrazione delle informazioni, sollevando questioni etiche sul bilanciamento fra diritto d'autore e diritto pubblico alla condivisione della conoscenza per favorire il progresso scientifico.